# Крунски поседи
Крунски поседи (енгл. Crown dependency) су у поседу Британске круне, за разлику од прекоморских територија или колонија Уједињеног Краљевства. Састоје се од Каналских острва Џерси и Гернзи, као и Острва Ман у Ирском мору.
Ниједно острво није део Уједињеног Краљевства, имају независну власт и нису део Европске уније. Све три крунске владавине су чланице Британско-Ирског савета. Од 2005, свака крунска владавина има главног министра као премијера.

## Списак острва
- Гернзи
  -  Олдерни
  -  Сарк
  -  Херм
  - Бреку
  - Беру
  - Ортак
  - Каскетси
  - Жету
  - Лиху
  - Кревишон
  - Уме
- Џерзи
  - Екрехоз
  - Ла Мот
  - Минкизи
  - Пјер де Лек
  - Дируји
- Острво Ман

## Однос са круном
У свакој крунској владавини, Британски монарх је представљен од стране гувернера (Lieutenant Governor), али је та тутула више церемонијална. 2005, одлучено је да на Острву Ман уместо гувернера (Lieutenant Governor) буде крунски комесар (Crown Commissioner)

## Однос са Уједињеним Краљевством
Британска Влада је одговорна само за одбрану и заступање иностраних послова, иако свако острво има самосталну царину и законе о емиграцији.

## Однос са Европском унијом
Иако нису део Европске уније, одлучивши тако на референдуму када је Уједињено Краљевство постала чланица, крунске владавине имају компликован однос са унијом.